# Dolichomitus melanomerus
Dolichomitus melanomerus là một loài tò vò trong họ Ichneumonidae.